# Тесленко Денис Олександрович
Тесленко Денис Олександрович — український легкоатлет, майстер спорту України, член збірної України з легкої атлетики.

## Біографія
Народився 18.04.1989 р. в м. Кропивницький.
З 1994р почав займатися легкою атлетикою під керівництвом батька Олександра Тесленка.
З 2007 р. по 2012 р.- навчався в Тернопільскому національному економічному університеті.
З 2013р студент Сумського державного університету факультет іноземної філології та соціальних комунікацій.
З 2013р член Виконкому ФЛАКО.Інструктор по спорту при Міністерстві молоді та спорту України.

## Спортивна кар'єра
1. Майстер спорту України з бігу на 400 м з бігу. Член збірної України .
2. Учасник Чемпіонату Світу та Європи, 9-разовий Чемпіон України, володар Кубку України (Ялта, 2012 р.)

### Особистий рекорд
400 м з бігу − 50.10с.

## Особисте
Неодружений.